# Ozarba diaphora
Ozarba diaphora är en fjärilsart som beskrevs av Emilio Berio 1937. Ozarba diaphora ingår i släktet Ozarba och familjen nattflyn. Inga underarter finns listade i Catalogue of Life.